# Гайове (Кам'янець-Подільський район)
Гайове́ (колишня Мар'янівка, або Мар'янівка-Смотрицька) — село в Україні, у Чемеровецькій селищній територіальній громаді Кам'янець-Подільського району Хмельницької області. 

## Географія
Подільське село Гайове розкинулось на подільській височині в південно-західній частині України.

### Клімат
Гайове знаходяться в межах вологого континентального клімату із теплим літом.

## Історія
Згідно з Юхимом Сіцинським засноване у XVIII столітті на землях смотрицького староства, перейшло у власність до Потоцьких, а потім до Дунін-Лабенських. у 1818 році було населення 81 селянин чоловічої статі, у кінці 19 ст. — 328 селян обох статей, 52 двори.
За Географічним словником Королівства Польського в кінці XIX століття налічувало 41 хату та 600 десятин землі (разом з Вовкотрубами та Новою Гутою). Належало до парафії Смотрича.
Внаслідок поразки визвольних змагань на початку XX століття, село надовго окуповане російсько-більшовицькими загарбниками.
Радянська окупація принесла колективізацію та розкуркулення, мешканці села зазнали репресій.
В 1932–1933 селяни села пережили голодомор.
З 1991 року в складі незалежної України.
15 вересня 2016 року шляхом об'єднання сільських територіальних громад, село увійшло до складу Чемеровецької селищної громади, до цього органом місцевого самоврядування була Слобідсько-Смотрицька сільська рада.
До адміністративної реформи 19 липня 2020 року село належало до Чемеровецькому районі, після його ліквідації, увійшло до складу Кам'янець-Подільського району.

## Населення
Населення становить 201 осіб на 2001 рік.

## Природоохоронні території
Село лежить у межах національного природного парку «Подільські Товтри».

## Галерея

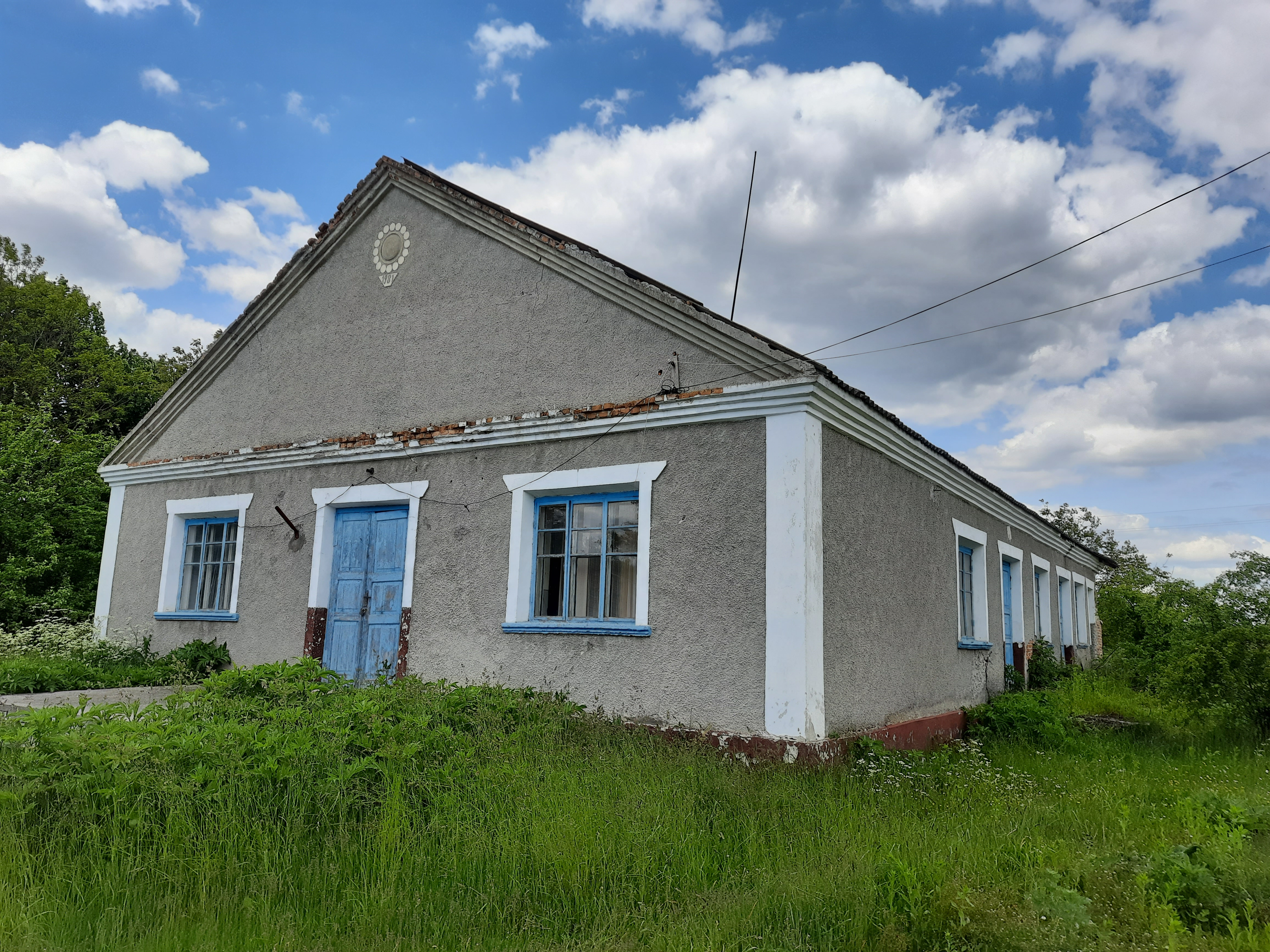
Клуб
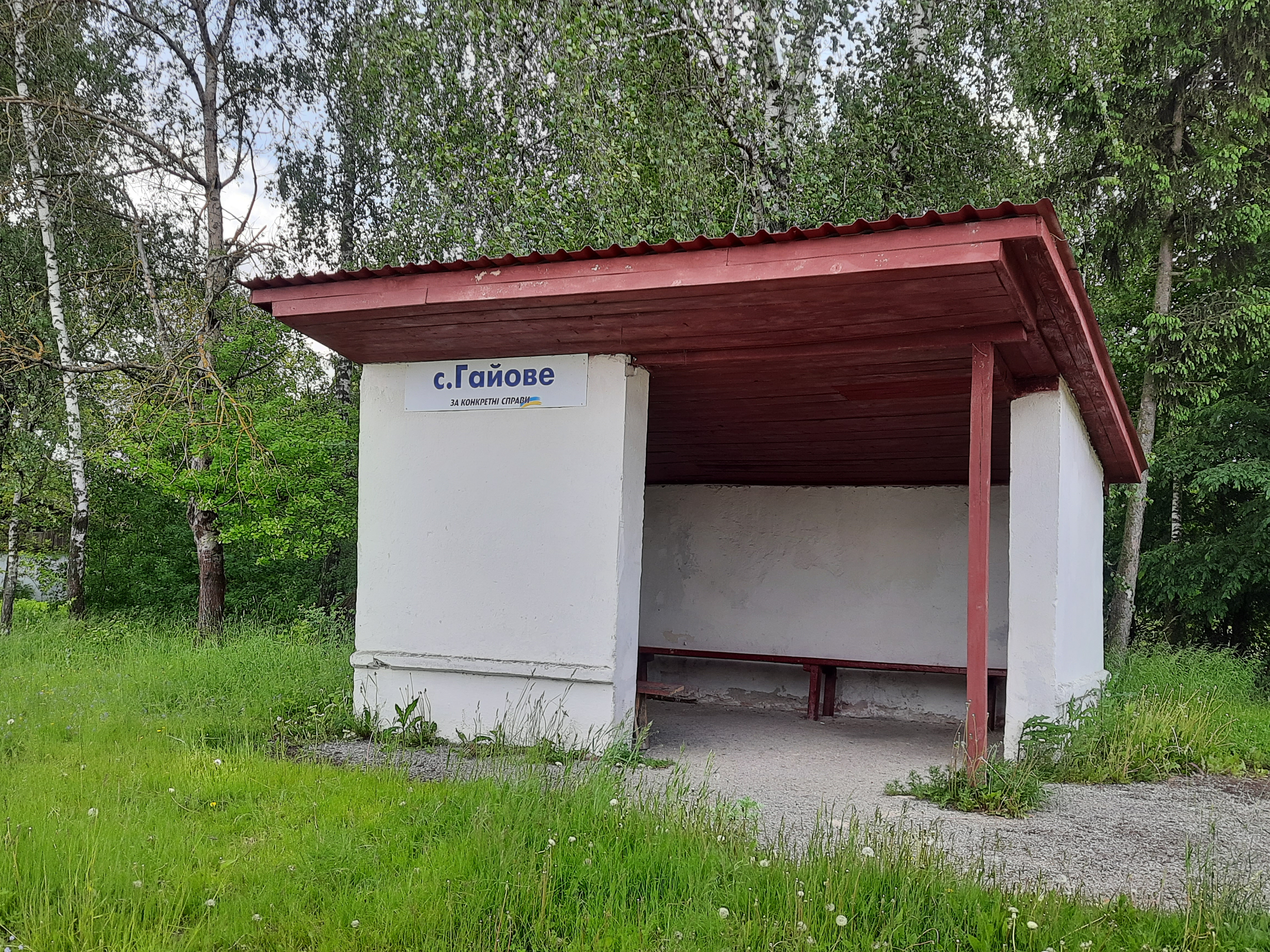
Автобусна зупинка
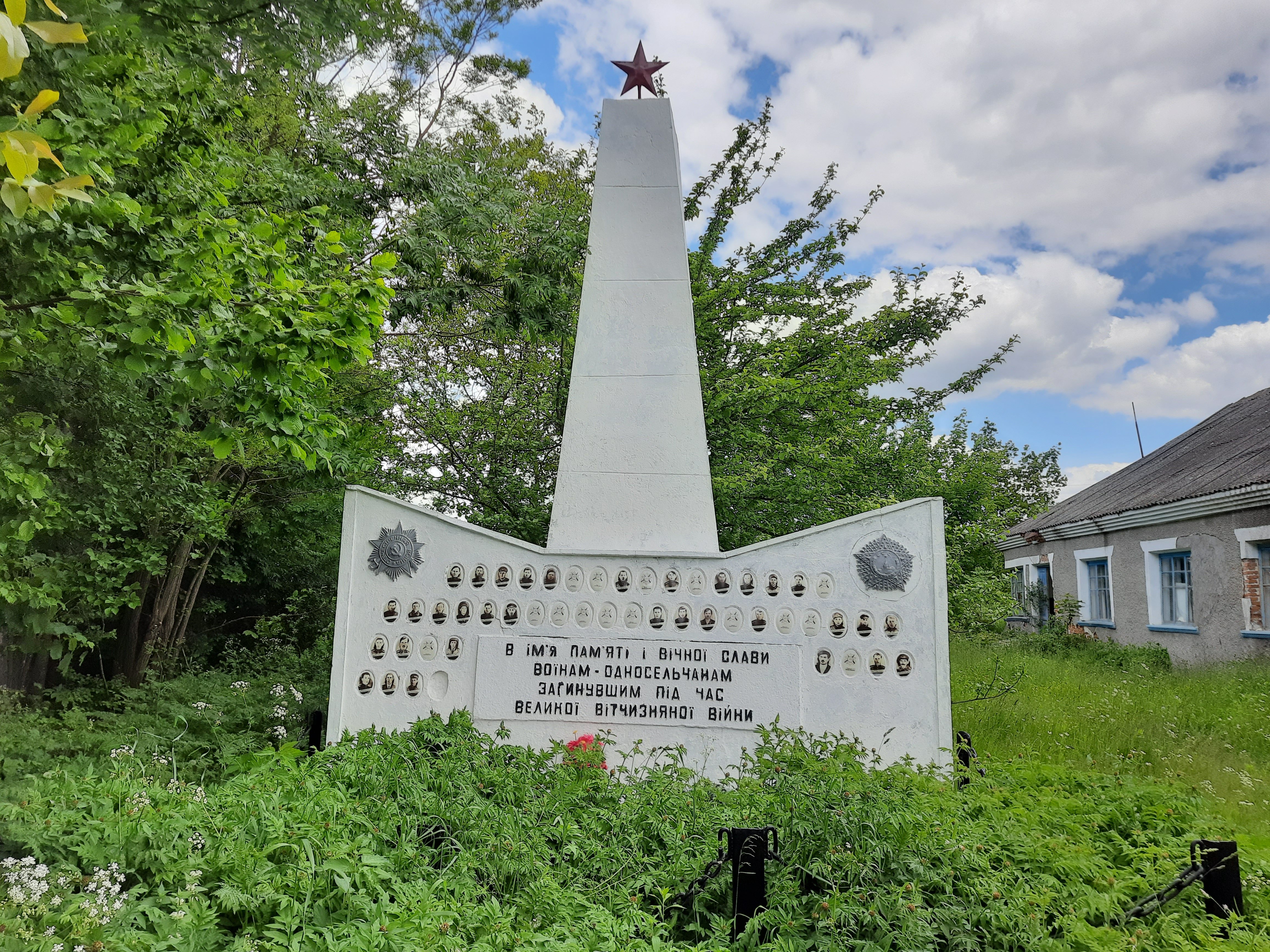
Пам'ятник загиблим односельцям у Другій світовій війні